# Attyal (huyện)
Huyện Attyal là một huyện thuộc tỉnh San`a', Yemen. Đến thời điểm năm 2003, huyện này có dân số 36253 người